# Isidre Puig i Boada

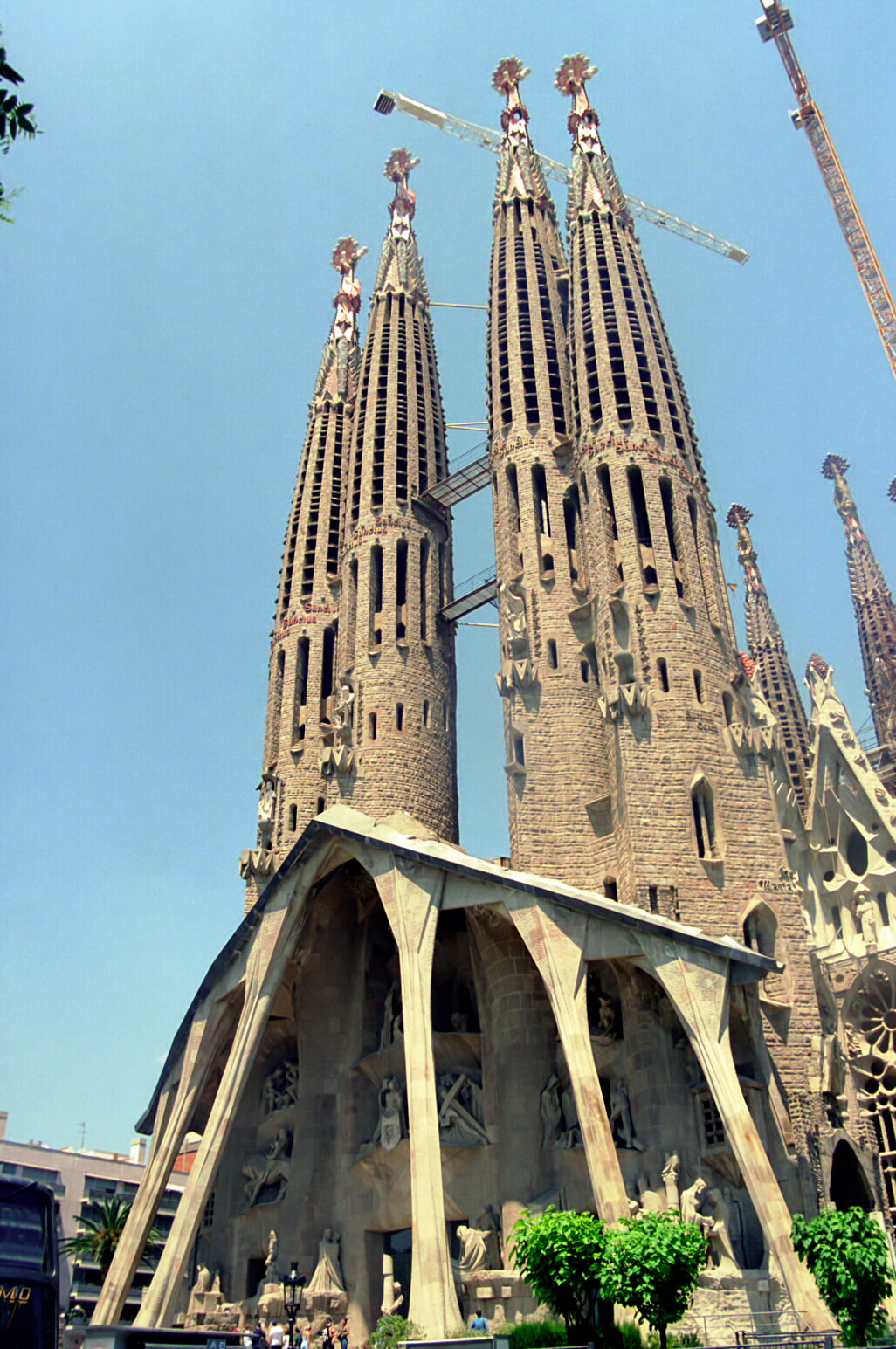
Fachada da Paixão da Sagrada Família.

Isidre Puig i Boada (Barcelona, 1891 – Barcelona, 1987) foi um arquitecto espanhol.
Diplomado em 1915, foi discípulo de Antoni Gaudí, com quem colaborou no Templo Expiatório da Sagrada Família, do qual foi co-director das obras durante a década de 1950. Em colaboração com Francesc Quintana e Lluís Bonet i Garí, encarregou-se da nova fachada da Paixão. Autor de diversos edifícios civis em Barcelona e Blanes, e de igrejas em Mollerussa, Pujalt, Balaguer, Artesa de Segre, Térmens e Palau de Plegamans. Restaurou a Catedral de Solsona, onde construiu o seminário mayor. Publicou El Templo de la Sagrada Familia (1929), La iglesia de la Colonia Güell (1976) e El pensamiento de Gaudí (1981).